# Südlicher Brillenlangur
Der Südliche Brillenlangur (Trachypithecus obscurus) ist eine Primatenart aus der Gruppe der Schlankaffen (Presbytini).

## Merkmale
Südliche Brillenlanguren sind wie alle Haubenlanguren schlanke Primaten mit langem Schwanz. Die Kopfrumpflänge beträgt 42 bis 61 Zentimeter und die Schwanzlänge 50 bis 85 Zentimeter. Männchen werden mit durchschnittlich 7,4 Kilogramm etwas schwerer als Weibchen mit 6,5 Kilogramm. Die Fellfärbung ist variabel, der Rücken kann bräunlich, grau oder schwarz gefärbt sein, der Bauch, die Hinterbeine und der Schwanz sind meist heller, die Hände und Füße sind dunkelgrau. Das Gesicht ist dunkelgrau, rund um die Augen befinden sich die namensgebenden runden, weißlichen Zeichnungen. Auch der Bereich um das Maul ist heller gefärbt, am Kopf weisen sie den für ihre Gattung typischen Haarschopf auf.

## Verbreitung und Lebensraum
Südliche Brillenlanguren sind auf der Malaiischen Halbinsel sowie einigen vorgelagerten Inseln beheimatet, ihr Verbreitungsgebiet erstreckt sich vom südlichen Myanmar und Thailand bis Malaysia. Ihr Lebensraum sind Wälder, wobei sie höher gelegene Primär- und Sekundärwälder bevorzugen.

## Lebensweise
Diese Primaten sind tagaktive Baumbewohner, die sich meist in den oberen Schichten der Bäume aufhalten. Sie bewegen sich vorwiegend auf allen vieren fort und springen verglichen mit anderen Primatenarten wenig. Sie leben in Gruppen von 5 bis 20 Tieren, die im Gegensatz zu den meisten anderen Haubenlanguren keine Haremsgruppen sein müssen, sondern auch Mehrmännergruppen sein können. Zur Nahrungssuche teilen sich die Gruppen oft in kleinere Untergruppen auf. Es sind territoriale Tiere, die Reviergröße umfasst 5 bis 12 Hektar.
Sie ernähren sich vorwiegend von Blättern, daneben auch von Früchten und Blüten. Wie alle Schlankaffen haben sie einen mehrkammerigen Magen zur besseren Verwertung der schwer verdaulichen Pflanzennahrung.
Die Paarung kann vermutlich das ganze Jahr über erfolgen. Nach einer rund fünfmonatigen Tragzeit bringt das Weibchen meist ein einzelnes Jungtier zur Welt, das wie bei allen Haubenlanguren zunächst orangefarben gefärbt ist. Mit rund drei bis vier Jahren tritt die Geschlechtsreife ein.

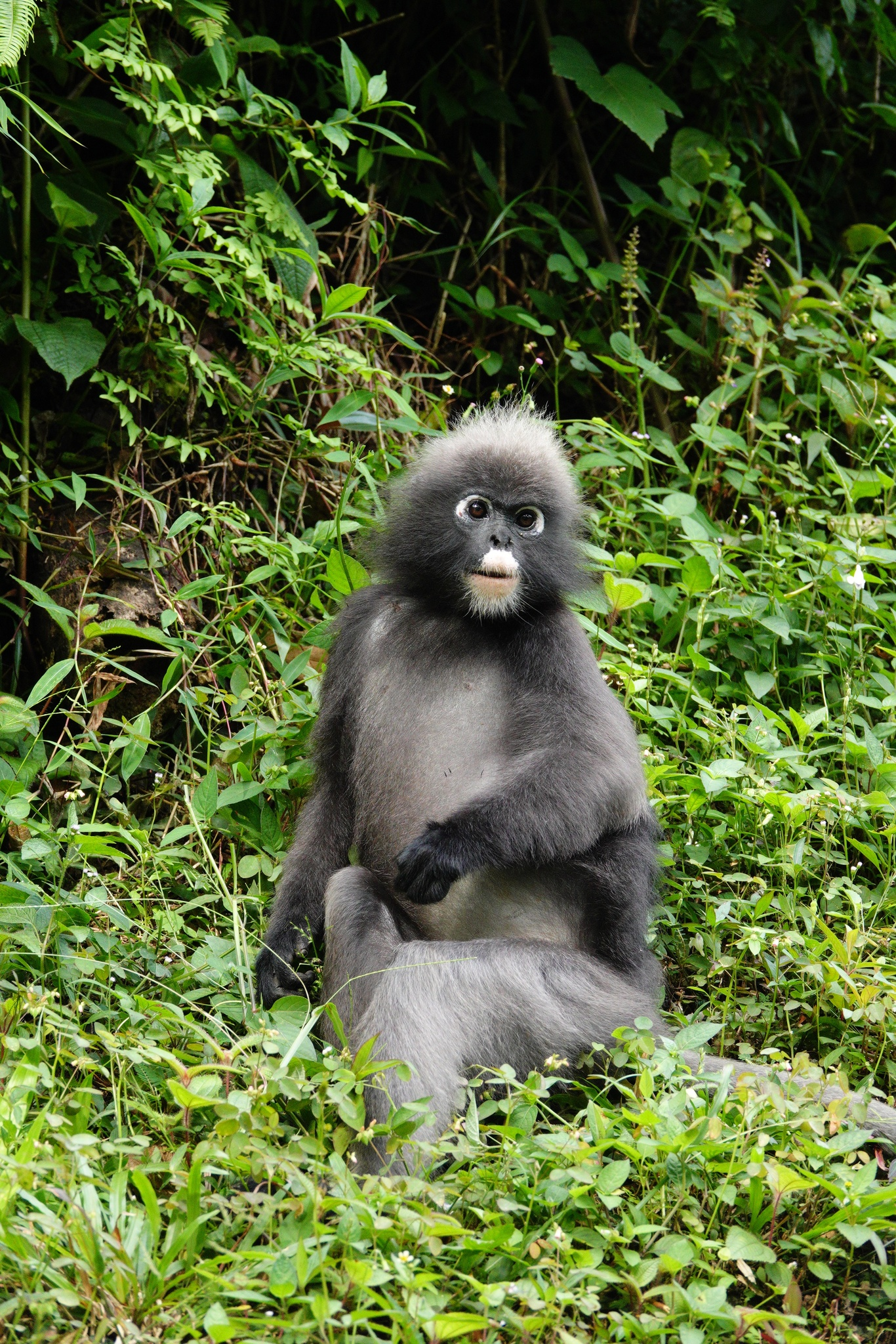
T. obscurus obscurus

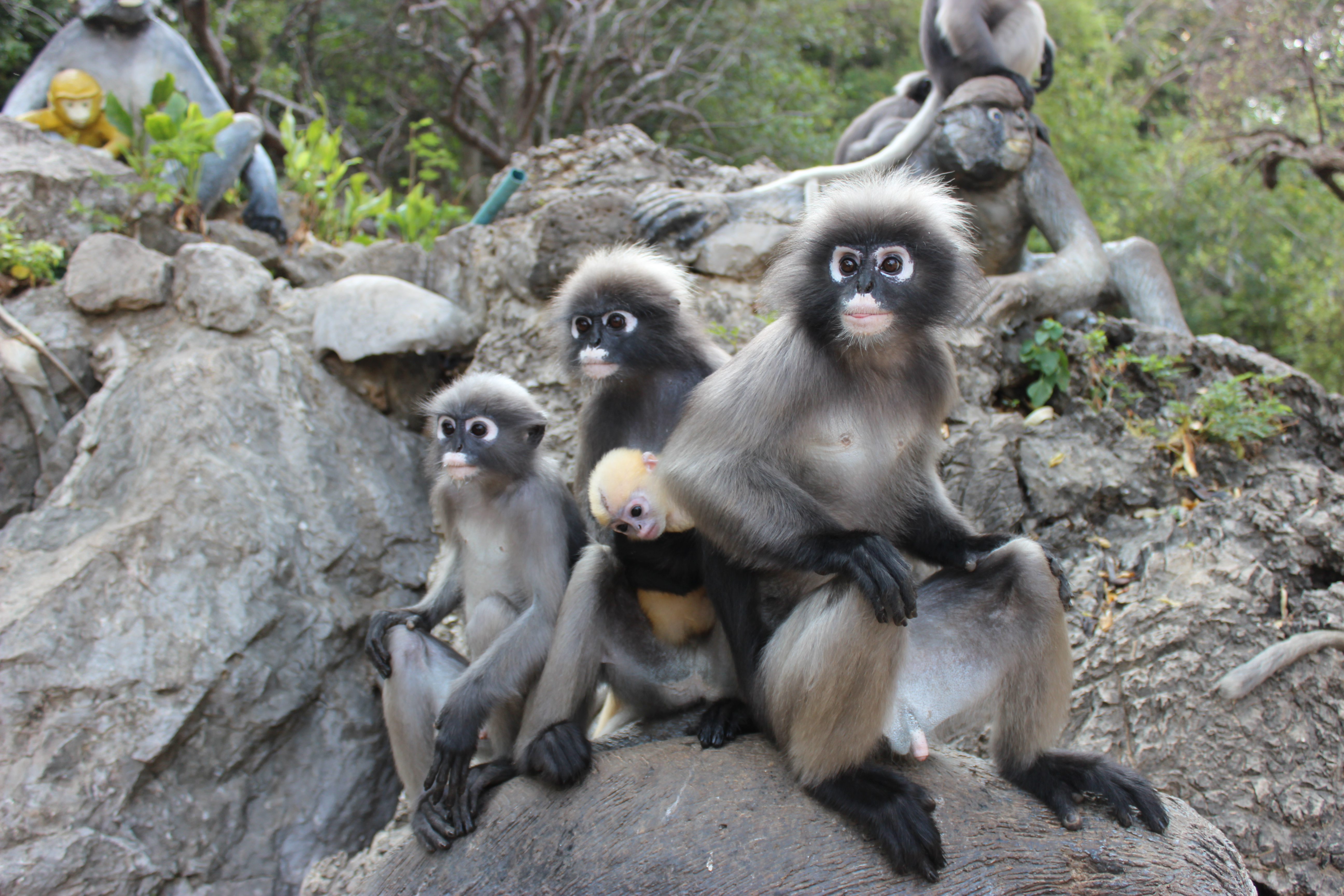
T. obscurus flavicauda

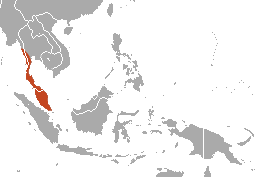
Verbreitungsgebiet des Südlichen Brillenlanguren

## Systematik
Der Südliche Brillenlangur bildet zusammen mit dem Phayre-Brillenlangur, dem Shan-Staaten-Brillenlangur, dem Popa-Langur, dem Indochina-Brillenlangur und dem Tenasserim-Langur die obscurus-Gruppe innerhalb der Gattung der Haubenlanguren. Es werden sieben Unterarten unterschieden, von denen die fünf auf Inseln vor den Küsten der Malaiischen Halbinsel endemisch sind. 
- T. o. obscurus, die Nominatform, kommt südlich von Perlis auf der Malaiischen Halbinsel vor.
- T. o. flavicauda lebt im Norden der Malaiischen Halbinsel, in den zu Thailand und Myanmar gehörenden Regionen vor.
- T. o. carbo kommt auf Pulau Langkawi vor.
- T. o. halonifer lebt auf Penang.
- T. o. sanctorum kommt nur auf der Insel Zadetkyi Kyun im Mergui-Archipel vor.
- T. o. seimundi lebt auf Ko Pha-ngan vor der Ostküste der Malaiischen Halbinsel.
- T. o. styx kommt auf den Perhentian-Inseln vor der Ostküste der Malaiischen Halbinsel vor.[1]